# Luisa Martín
María Luisa Martín López (Madrid, 23 de febrer de 1960) és una actriu espanyola.

## Biografia
Luisa encara conserva una fotografia que el seu pare José Luis li va fer als quatre anys i en la qual va escriure: «La meva còmica filla María Luisa tens fusta d'actriu, però serà bo això per a tu?».
Anys més tard, quan Luisa tenia disset anys i va decidir que volia ser actriu, el seu pare va influir en ella perquè es formés com a tal i va ser llavors quan va ingressar a la Reial Escola Superior d'Art Dramàtic en Madrid on es va graduar en 1980.
Posteriorment es va formar al Laboratori de William Layton i a l'Escuela de Teatro Clásico Nacional. Va començar la seva carrera professional en el teatre en la companyia Teatro estudio 80.
Durant la dècada dels 80 es va adobar en els escenaris amb obres de teatre com Los viajes de Pedro el afortunado, Los escándalos de un pueblo, Los balcones de Madrid, Fedra, El rinoceronte, Aquí no paga nadie.
El seu debut televisiu va ser el 1990 al programa de Teresa Rabal La guardería. Després vindrien altres com Noche, noche amb Emilio Aragón Álvarez, El Programa de Pedro Ruiz Céspedes, i Un, dos, tres... responda otra vez, n setmanalment interpretava diferents personatges.
El seu primer paper reeixit en la televisió va ser en 1993 amb el personatge de la Chirla, la jove aprenenta a peixatera de ¿Quién da la vez?, una sèrie ideada per Vicente Escrivá.
Però va ser en 1995 quan va aconseguir la seva notorietat arran de la seva participació en la sèrie Médico de familia en interpretar l'assistenta domèstica Juani Ureña paper pel aconseguí en 1996 el Premi Unión de Actores i el 1997 el premi a la millor actriu del Festival Internacional de Cinema i Televisió de Cartagena de Indias.
Després d'aquest parèntesi televisiu en 1999 i al costat de l'actor Juan Echanove s'embarca de nou en un reeixit projecte teatral El verdugo de Luis García Berlanga i Rafael Azcona. La seva interpretació en el paper de Carmen li va valer l'any 2000 el premi Miguel Mihura, SGAE, el Premi Ercilla de Teatre, Fotogramas de Plata i finalista dels Premis Max. En aquest mateix any 2000 debuta al cinema amb la pel·lícula Terca vida de Fernando Huertas. Més tard, en 2004 rodaria la pel·lícula Tiovivo c. 1950 de José Luis Garci i el 2006 Las 13 rosas d'Emilio Martínez-Lázaro.
El 2003, després de divorciar-se de Joan Llaneras, crea al costat del seu company el productor Albert Bori la companyia teatral Art Media Producciones amb la qual produeixen els seus propis espectacles. Un d'ells va ser Historia de una vida (2004), on es va retrobar amb la seva companya de Médico de familia Isabel Aboy.
En 2007 va tornar al teatre amb l'obra Como abejas atrapadas en la miel, i protagonitzà la sèrie televisiva Desaparecida.
En 2008 va tornar a la televisió amb la minisèrie de dos capítols El caso Wanninkhof, en la qual va donar vida a Dolores Vázquez. El repartiment el completen, entre d'altres, Juanjo Puigcorbé, Frank Feys i Belén Constenla, En 2010 s'uneix a la nova producció de Televisió Espanyola Gran Reserva en la qual dona vida a una agent de policia.
El 27 i 28 de desembre de 2011, Telecinco va emetre dos capítols sobre la vida de Rocío Dúrcal, sota el títol de Rocío Dúrcal, volver a verte. Luisa interpreta la mare de Rocío, María Ortiz.
El setembre de 2013, s'anuncia el seu fitxatge per la sèrie B&b, de boca en boca de la cadena Telecinco, després del final de la sèrie de la mateixa cadena Frágiles i que s'estrenarà el 2014. En 2015 apareix de manera esporàdica en el serial juvenil Yo quisiera interpretant a Sol durant uns capítols de la primera temporada de la sèrie.
En 2016 fitxa per la segona temporada de Bajo sospecha interpretant Lidia Abad, la cap d'infermeres del Poliniclínic de Madrid, un hospital ple de crims i misteris.
En 2017 s'incorpora a la nova sèrie diària de Servir y proteger interpretant la inspectora de policia Claudia Miralles com a protagonista de la serie al costat d'Andrea del Río. Aquest mateix any apareix al telefilm La princesa Paca de La 1 amb el paper de Juana.

## Vida personal
Luisa Martín col·labora des de 1986 amb l'organització Metges Sense Fronteres, amb qui s'ha desplaçat a Kenya, l'Equador i Kosovo, entre altres països, i col·labora en diverses activitats de l'organització a Espanya.
Està separada de l'actor Joan Llaneras, amb el qual va conviure diversos anys i és parella de Albert Bori. Tenen un fill, Bruno.

## Treballs
Cinema
| Any  | Títol                         | Personatge | Director               |
| ---- | ----------------------------- | ---------- | ---------------------- |
| 2000 | Terca vida                    | Julia      | Fernando Huertas       |
| 2004 | Tiovivo c. 1950               | Laurita    | José Luis Garci        |
| 2007 | Las 13 rosas                  | Dolores    | Emilio Martínez Lázaro |
| 2010 | Entrelobos                    | Isabel     | Gerardo Olivares       |
| 2015 | Matar el tiempo               | Señora     | Antonio Hernández      |
| 2016 | El futuro ya no es lo que era | Cristina   | Pedro Barbero          |

Curtmetratges
| Any  | Títol                  | Personatge | Director             |
| ---- | ---------------------- | ---------- | -------------------- |
| 2002 | El sueño de la maestra | Eloísa     | Luis García Berlanga |
| 2006 | Pactum                 | Maruja     | Juan Padrón          |

Sèries de televisió
| Any            | Títol                        | Personatge                 | Cadena    | Dades        |
| -------------- | ---------------------------- | -------------------------- | --------- | ------------ |
| 1991           | Las chicas de hoy en día     | Puri                       | TVE       | 1 episodi    |
| 1992           | Farmacia de guardia          | Cartera                    | Antena 3  | 1 episodi    |
| 1994           | La mujer de tu vida          | Prostituta                 | TVE       | 1 episodi    |
| 1995           | Quién da la vez              | Chirla                     | Antena 3  | 13 episodis  |
| 1995 - 1999    | Médico de familia            | Juana "Juani" Ureña        | Telecinco | 120 episodis |
| 1997           | Más que amigos               | Juana "Juani" Ureña        | Telecinco | 1 episodi    |
| 1998           | Periodistas                  | Juana "Juani" Ureña        | Telecinco | 1 episodi    |
| 2004           | La sopa boba                 | Carmen                     | Antena 3  | 11 episodis  |
| 2006           | Hospital Central             | Rosa                       | Telecinco | 4 episodis   |
| 2007           | Manolo y Benito Corporeision | Marina                     | Antena 3  | 2 episodis   |
| 2007           | Desaparecida                 | Lola Álvarez               | TVE       | 13 episodis  |
| 2008           | Caso Wanninkhof              | Victoria Álvarez           |           | 2 episodis   |
| 2010           | Impares                      |                            | Antena 3  | 1 episodi    |
| 2010           | Impares Premium              |                            | Neox      | 1 episodi    |
| 2010 - 2013    | Gran Reserva                 | Isabel Ortega              | TVE       | 42 episodis  |
| 2011           | Rocío Dúrcal, volver a verte | Maria Ortiz                | Telecinco | 2 episodis   |
| 2012 - 2013    | Frágiles                     | Dolores                    | Telecinco | 16 episodis  |
| 2014           | Los misterios de Laura       | Isabel Ortega              | TVE       | 1 episodi    |
| 2014 - 2015    | B&b, de boca en boca         | Carmen Sánchez             | Telecinco | 23 episodis  |
| 2015 - 2016    | Yo quisiera                  | Soledad "Sol"              | Divinity  | 44 episodis  |
| 2016           | Bajo sospecha                | Lidia Abad                 | Antena 3  | 10 episodis  |
| 2017           | La princesa Paca             | Juana                      | TVE       | TV Movie     |
| 2017 - present | Servir y proteger            | Claudia Miralles Rodríguez | TVE       | ¿? episodis  |

Programes de televisió
| Any        | Títol                              | Personatge     | Cadena    |
| ---------- | ---------------------------------- | -------------- | --------- |
| 1990       | La guardería                       | Col·laboradora | Antena 3  |
| 1993       | Noche, noche                       | Col·laboradora | Antena 3  |
| 1993-1994  | Un, dos, tres... responda otra vez | Col·laboradora | TVE       |
| 2006       | El club de Flo                     | Col·laboradora | Antena 3  |
| 2012; 2016 | ¡Qué tiempo tan feliz!             | Invitada       | Telecinco |
| 2013       | Hay una cosa que te quiero decir   | Invitada       | Telecinco |
| 2017       | Hora punta                         | Invitada       | TVE       |
| 2018       | Mi casa es la tuya                 | Invitada       | Telecinco |

Teatre
- El señor de Pigmalión, de Jacinto Grau.
- Entremeses, de Miguel de Cervantes.
- La carátula, de Lope de Vega.
- Los viajes de Pedro el Afortunado, d'August Strindberg.
- El gran circo de los cinco continentes, de creació col·lectiva.
- Los escándalos de un pueblo, de Carlo Goldoni.
- Las picardías de Scapin, de Molière.
- Ha llegado el bululú, adaptació de texts clàssics de Cervantes, Lope de Vega.
- Fedra, d'Eurípides.
- Los balcones de Madrid, de Tirso de Molina.
- El emperador de China, de George Rivemon-Desaignes.
- Las cartas de una religiosa portuguesa, atribuït a Jean Racine.
- La cueva de Salamanca y el viejo celoso, de Miguel de Cervantes.
- Anacleto se divorcia, de Pedro Muñoz Seca.
- El retablo jovial, d'Alejandro Casona.
- Aquí no paga nadie, de Darío Fo.
- El rinoceronte, de Eugène Ionesco.
- El pisito clandestino, d'A. Martínez Ballesteros.
- El marinero, de Fernando Pessoa.
- La malcasada (versió musical) de Lope de Vega.
- El verdugo (2000), de Luis García Berlanga i Rafael Azcona.
- Abre el ojo (2002), de Rojas Zorrilla.
- Historia de una vida (2006), de Donald Margulies.
- Como abejas atrapadas en la miel (2007) de Douglas Carter Beane.
- La muerte y la doncella (2009) d'Ariel Dorfman.
- El tiempo y los Conway (2011) de J. B. Priestley.
- El Show de Kafka (2012) Versión libre de Informe para una academia de Franz Kafka.
- El arte de la entrevista de Juan Mayorga.
- En el oscuro corazón del bosque (2016), de José Luis Alonso de Santos.

## Premis
Premis Goya
| Any  | Categoria               | Pel·lícula | Resultat |
| ---- | ----------------------- | ---------- | -------- |
| 2000 | Millor actriu revelació | Terca vida | Nominada |

Premis de la Unión de Actores
| Any  | Categoria                                    | Pel·lícula        | Resultat   |
| ---- | -------------------------------------------- | ----------------- | ---------- |
| 2007 | millor actriu protagonista de televisió      | Desaparecida      | Guanyadora |
| 1997 | millor interpretació secundària de televisió | Médico de familia | Guanyadora |
| 1996 | millor interpretació secundària de televisió | Médico de familia | Nominada   |

Premis ATV
| Any  | Categoria              | Sèrie                           | Resultat |
| ---- | ---------------------- | ------------------------------- | -------- |
| 2008 | millor actriu de sèrie | Desaparecida El caso Wanninkhof | Nominada |

TP d'Or
| Any  | Categoria     | Pel·lícula        | Resultat |
| ---- | ------------- | ----------------- | -------- |
| 1999 | millor actriu | Médico de familia | Nominada |
| 1997 | millor actriu | Médico de familia | Nominada |
| 1996 | millor actriu | Médico de familia | Nominada |

Fotogramas de Plata
| Any  | Categoria                                        | Pel·lícula        | Resultat   |
| ---- | ------------------------------------------------ | ----------------- | ---------- |
| 2000 | Fotogramas de Plata a la millor actriu de teatre | El verdugo        | Guanyadora |
| 1999 | millor actriu de televisió                       | Médico de familia | Nominada   |

Festival de cinema i televisió d'Islantilla ;
| Any  | Categoria                                                      | Pel·lícula   | Resultat   |
| ---- | -------------------------------------------------------------- | ------------ | ---------- |
| 2007 | Camaleó d'Or a la millor actriu Espanyola de Ficció Televisiva | Desaparecida | Guanyadora |

Altres premis
- 1997:
  - Catalina d'Or a la millor actriu de repartiment per Médico de familia al Festival Internacional de cinema i televisió Cartagena de Indias.
- 1999:
  - Premis ATECA (Asociación de telespectadores de Andalucía) a la millor actriu de televisió per Médico de familia.
- 2000:
  - Premi Miguel Míhura de la SGAE a la millor actriu de teatre per El verdugo.
  - Premi Ercilla a la millor intèrpret femenina de teatre per El Verdugo.
  - Premi de l'Ajuntament de Pozuelo de Alarcón a la millor interpretació femenina per El Verdugo.
  - Premi Cadena COPE de teatre per El verdugo.
- 2009:
  - 49a Edició Festival Internacional de Nova York. Medalla de bronze millor actriu per Desaparecida.
  - Premi Teatro Rojas. millor interpretació femenina per La muerte y la doncella.
- 2018:
  - V Edició del Festival de Cinema i televisió del Regn de Lleó a la millor actriu protagonista per Servir y proteger.
  - Premi Especial Mim Series 2018.[5]